# Steve Trittschuh
Stephen (Steve) Trittschuh (Granite City, 24 april 1965) is een Amerikaans voormalig voetballer die speelde als verdediger. Anno 2017 is hij trainer van de Colorado Springs Switchbacks.

## Clubcarrière

### Zijn beginjaren
Trittschuh begon zijn loopbaan in 1987 bij de St. Louis Steamers in de Major Indoor Soccer League. Op het einde van het seizoen hield de club op te bestaan. In oktober 1988 tekende Trittschuh een contract bij de Amerikaanse voetbalbond. In mei 1989 tekende hij een contract bij de Tampa Bay Rowdies in de American Soccer League en later de American Professional Soccer League. In 1990 nam zijn loopbaan een eerder verrassende wending. Op het Wereldkampioenschap voetbal 1990 in Italië verloren de Amerikanen met 5-1 tegen Tsjecho-Slowakije. De Tsjechische assistent-trainer Václav Ježek had echter zijn oog laten vallen op Trittschuh. Na het WK nam Ježek als hoofdtrainer van Sparta Praag terug contact op, waarna Trittschuh de overstap maakte naar de Tsjecho-Slowaakse landskampioen. Trittschuh werd met Sparta Praag landskampioen en was tevens de eerste Amerikaan die in Europacup I speelde. Op het einde van dat seizoen keerde hij echter al terug naar de Tampa Bay Rowdies.
In het najaar van 1992 tekende Trittschuh een contract bij het Nederlandse SVV/Dordrecht'90 waarvoor hij slechts 7 keer zou uitkomen om in het voorjaar van 1993 al terug te keren naar de Tampa Bay Rowdies. De daaropvolgende jaren maakte Trittschuh diverse omzwervingen in de Verenigde Staten en Canada bij achtereenvolgens Fort Lauderdale Strikers, St. Louis Ambush (indoor), Montreal Impact en Tampa Bay Terror (indoor)

### De opstart van deMLS
In 1996, het eerste seizoen van de MLS, begon Trittschuh aan een nieuw avontuur bij de Colorado Rapids waarvoor hij 3,5 seizoenen zou uitkomen en 11 keer scoorde. Nadat hij in het begin van het seizoen 1999 niet veel meer aan spelen toekwam, werd hij in juni 1999 geruild met Guillermo Jara en kwam hij zo bij Tampa Bay Mutiny terecht. Hiervoor zou hij 64 wedstrijden spelen om in 2001 een einde te zetten achter zijn spelersloopbaan.

## Interlandcarrière
Trittschuh maakte in 1987 zijn debuut voor de Amerikaans voetbalelftal. In de zomer van 1988 maakte Trittschuh deel uit van de Amerikaanse selectie voor de Olympische Spelen in Seoel. Na twee gelijke spelen tegen Argentinië en Zuid-Korea verloor de VS hun derde groepswedstrijd van de Sovjet-Unie waardoor de Amerikanen zich niet konden kwalificeren voor de tweede ronde. Trittschuh maakte ook deel uit van de Amerikaanse selectie tijdens het Wereldkampioenschap voetbal 1990 in Italië. In groep A verloren de Amerikanen hun drie groepswedstrijden tegen Tsjecho-Slowakije, Oostenrijk,  en gastland Italië. Trittschuh mocht enkel tegen Tsjecho-Slowakije aantreden. Met de VS won Trittschuh de eerste editie van de CONCACAF Gold Cup. In 1995 speelde hij zijn 38e en laatste interland.

## Coach
Sinds 2015 is Trittschuh hoofdcoach van de Colorado Springs Switchbacks FC.

## Erelijst
Sparta Praag
- Tsjecho-Slowaaks landskampioenschap

1990-1991